# صومعه هولی‌رود

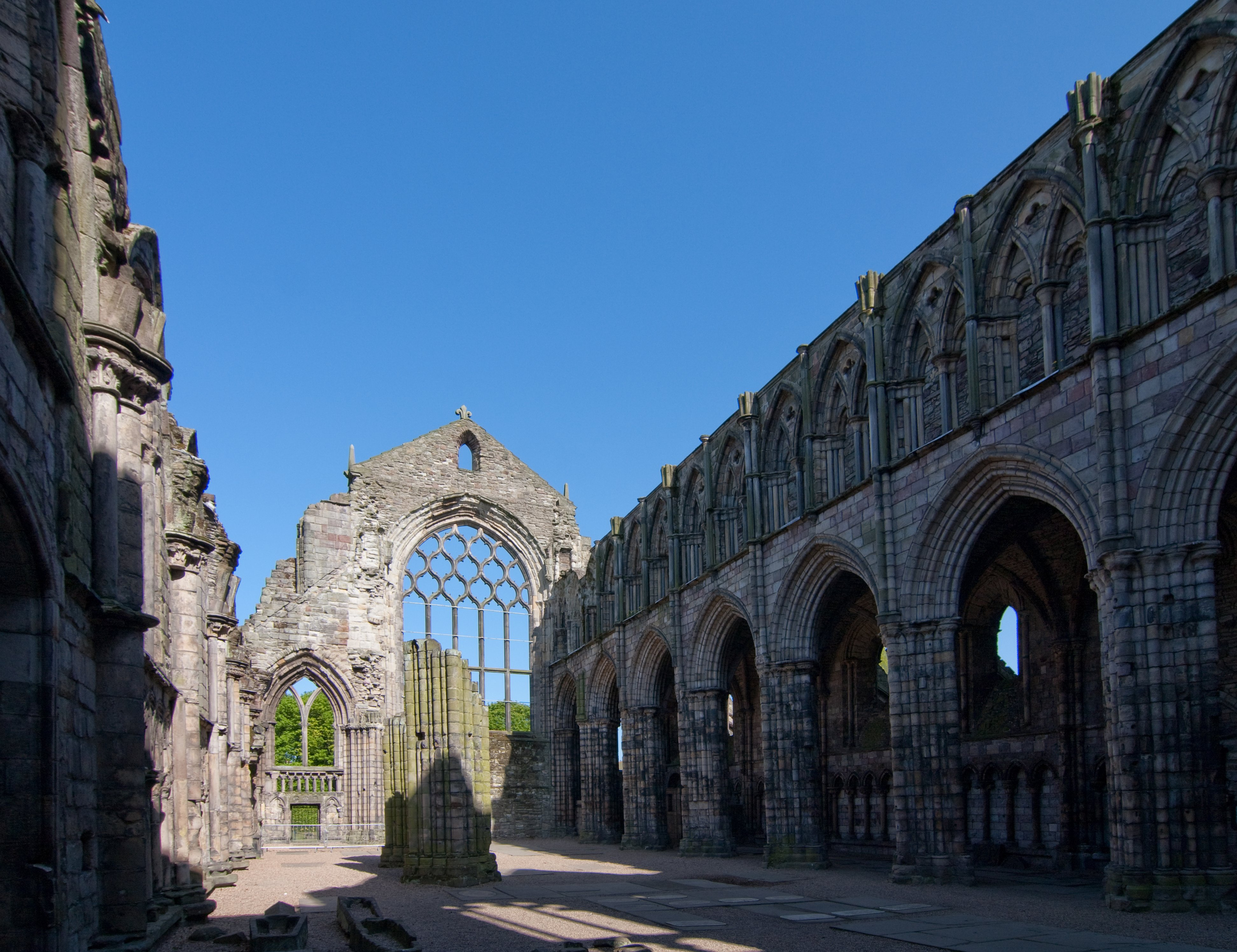
ویرانه‌های صومعهٔ هولی‌رود

صومعه هولی‌رود (انگلیسی: Holyrood Abbey) به ویرانه‌های صومعه‌ای در کنونز رگولار در ادینبرای اسکاتلند اشاره دارد. این صومعه را دیوید یکم اسکاتلند در ۱۱۲۸ تأسیس کرد. در قرن پانزدهم میهمان‌خانهٔ این صومعه به سکونت‌گاه سلطنتی تبدیل شد و پس از اصلاحات پروتستانی اسکاتلند با توسعهٔ این سکونت‌گاه کاخ هولی‌رود ایجاد شد. تا قرن هفدهم کلیسای این صومعه یک کلیسای منطقه‌ای بود. این صومعه در قرن هجدهم تخریب شد و امروزه تنها دیوارهایی از آن در مجاورت کاخ هولی‌رود وجود دارد. محوطهٔ‌این صومعه امروزه یک بنای محافظت‌شده‌است.